# Liste der Baudenkmale in Beverstedt
In der Liste der Baudenkmale in Beverstedt sind alle Baudenkmale der niedersächsischen Gemeinde Beverstedt im Landkreis Cuxhaven aufgelistet. Der Stand der Liste ist der 13. März 2023. Die Quelle der Baudenkmale und der Beschreibungen ist der Denkmalatlas Niedersachsen.

## Allgemein
In den Spalten befinden sich folgende Informationen:
- Lage: die Adresse des Baudenkmales und die geographischen Koordinaten. Kartenansicht, um Koordinaten zu setzen. In der Kartenansicht sind Baudenkmale ohne Koordinaten mit einem roten Marker dargestellt und können in der Karte gesetzt werden. Baudenkmale ohne Bild sind mit einem blauen Marker gekennzeichnet, Baudenkmale mit Bild mit einem grünen Marker.
- Bezeichnung: Bezeichnung des Baudenkmales
- Beschreibung: die Beschreibung des Baudenkmales. Unter § 3 Abs. 2 NDSchG werden Einzeldenkmale und unter § 3 Abs. 3 NDSchG Gruppen baulicher Anlagen und deren Bestandteile ausgewiesen.
- ID: die Objekt-ID des Baudenkmales
- Bild: ein Bild des Baudenkmales, ggf. zusätzlich mit einem Link zu weiteren Fotos des Baudenkmals im Medienarchiv Wikimedia Commons. Wenn man auf das Kamerasymbol klickt, können Fotos zu Baudenkmalen aus dieser Liste hochgeladen werden:

## Appeln

### Abelhorst
| Lage                                              | Bezeichnung | Beschreibung | ID       | Bild |
| ------------------------------------------------- | ----------- | --- | -------- | ---- |
| Abelhorster Straße 19 53° 28′ 18″ N, 8° 53′ 52″ O | Schafstall  | Fachwerkbau mit Backsteinausfachung, unter Satteldach in Ziegeldeckung. Mit Feldsteinsockel und verbretterten Steilgiebeln. Erbaut um 1860. | 31263518 |      |

## Beverstedt
| Lage                                                        | Bezeichnung                 | Beschreibung | ID       | Bild |
| ----------------------------------------------------------- | --------------------------- | --- | -------- | ---- |
| Wesermünder Straße 53° 26′ 3″ N, 8° 49′ 7″ O                | Fabian-und-Sebastian-Kirche | Saalkirche aus Backstein im Rundbogenstil über lateinischen Kreuz mit von zwei niedrigen Türmen begleiteten Chornische im Westen, Doppelturmfassade im Osten und Querhäusern an Langseiten, Doppelturmfassade zusätzlich betont durch dreiteilige Rundbogenarkade der Eingangshalle; Errichtet 1849–51, Ausmalung von 1922 in den 1960er Jahren beseitigt und 1997/98 ursprüngliche Farbfassung wiederhergestellt; spätgotischer Schnitzaltar (Mitte 15. Jh.) und Bronzetaufbecken (Mitte 13. Jh.), Orgel von 1966. | 31264552 |      |
| Abelhorster Straße 19 53° 26′ 4″ N, 8° 49′ 7″ O             | Ehrenmal                    | Über zwei Stufen erhöht stehendes rundes Monument aus Backstein mit eingelassenen Sandsteintafeln, unter Kuppeldach in Metalldeckung. Errichtet um 1920 für die Gefallenen des Ersten Weltkrieges von Beverstedt. | 31264570 |      |
| Caspar-Voght-Platz 53° 26′ 1″ N, 8° 49′ 10″ O               | Ehrenmal                    | Sandsteinerner Obelisk, bekrönt von einem Adler, mit Inschrifttafeln. Errichtet 1903 in Andenken an den Deutsch-Französischen Krieg 1870/71. | 31264588 |      |
| Hindenburgstraße 24 53° 25′ 52″ N, 8° 48′ 58″ O             | Wohn-/ Wirtschaftsgebäude   | Backsteinbau vom Ende 19. Jahrhundert, straßenseitiger Wohnfassade und südlichem Wirtschaftsteil. | 31264530 |      |
| Mühlenstraße/Marienburger Straße 53° 25′ 43″ N, 8° 49′ 4″ O | Jüdischer Friedhof          | Der Friedhof befindet sich im Kreuzungsbereich von Mühlen- und Marienstraße auf einem baumgesäumten Grundstück. Der von 1805 bis 1947 genutzte, 299 m² große Friedhof hat noch 21 Grabsteine. | 31264508 |      |
| Mühlenstraße 53° 25′ 27″ N, 8° 48′ 44″ O                    | Pflasterstraße              | Straßenabschnitt der Beverstedter Mühlenstraße mit Kopfsteinpflaster. Angelegt als ehemalige Poststraße, bereits 1768 im Plan (in der KHL Blatt 16) festgehalten. | 31264922 |      |

### Deelbrügge
| Lage                                     | Bezeichnung            | Beschreibung | ID       | Bild |
| ---------------------------------------- | ---------------------- | --- | -------- | ---- |
| Deelbrügge 2 53° 25′ 33″ N, 8° 47′ 40″ O | Wassermühle Deelbrügge | Die Wassermühle ist ein traufständiger Fachwerkbau (unterrähmverzimmert) mit Backsteinausfachung, unter Krüppelwalmdach in Pfannendeckung. Errichtet über hohem Backsteinsockel, nach Westen zum Wasser zweigeschossig, nach Osten eingeschossig, hier mit Zwerchgiebel mit Ladeluke, darunter Freitreppe mit Eingangstür. Erbaut 1850 als Wassermühle mit einem unterschlägigen Mühlrad. Mit zweigeschossigem Backsteinanbau nach Westen unter Walmdach in Pfannendeckung von 1934. | 31264606 |      |

### Osterndorf
| Lage                                            | Bezeichnung | Beschreibung | ID       | Bild |
| ----------------------------------------------- | ----------- | --- | -------- | ---- |
| Körnerstraße 2a 53° 26′ 36″ N, 8° 50′ 3″ O      | Gutshaus    | Zweigeschossiger Massivbau von um 1880.                                                                                         | 31264643 |      |
| Wollingster Straße 2 53° 26′ 31″ N, 8° 50′ 1″ O | Gutshaus    | Zweigeschossiger Massivbau mit Mansarddach und Mittelrisalit von 1902; Bauherr war der Bremer Reeder Johann Christopher Vinnen. | 31264709 |      |

### Wachholz
| Lage                                   | Bezeichnung         | Beschreibung                                                                 | ID       | Bild |
| -------------------------------------- | ------------------- | ---------------------------------------------------------------------------- | -------- | ---- |
| Wachholz 4 53° 26′ 23″ N, 8° 48′ 12″ O | Heimathaus Wachholz | Im Wald stehendes Zweiständer-Hallenhaus in Fachwerk als Forsthaus von 1781. | 31264745 |      |

### Wellen
| Lage                                          | Bezeichnung               | Beschreibung | ID       | Bild |
| --------------------------------------------- | ------------------------- | --- | -------- | ---- |
| Aher Weg 20 53° 24′ 8″ N, 8° 51′ 19″ O        | Wohn-/ Wirtschaftsgebäude | Zweiständer-Hallenhaus aus der zweiten Hälfte 17. Jahrhunderts. | 31264777 |      |
| Hellingster Weg 6 53° 24′ 18″ N, 8° 50′ 58″ O | Wohn-/ Wirtschaftsgebäude | Das Zweiständer-Hallenhaus ist in Fachwerk mit Steinausfachung ausgeführt. Es ist von 1522, das Innengerüst ist erhalten; Wirtschaftsgiebel von 1704 Kammerfach von 1764. | 31264795 |      |
| Hellingster Weg 6 53° 24′ 18″ N, 8° 50′ 58″ O | Stall                     | Kleiner Fachwerkbau mit Backsteinausfachung aus der Mitte 18. Jh. | 31264821 |      |
| Hellingster Weg 6 53° 24′ 18″ N, 8° 50′ 59″ O | Einfriedung               | Feldsteinmauer | 31264485 |      |
| Nasse Straße 14 53° 24′ 20″ N, 8° 50′ 37″ O   | Gutshaus                  | Zweigeschossiger Backsteinbau von 1866 mit 3-gesch. Mittelrisalit, auch Gutshaus Wellen oder Gutshaus Von der Hellen genannt.                                             | 31264844 |      |
| Waldstraße 19 53° 24′ 11″ N, 8° 50′ 44″ O     | Wohn-/ Wirtschaftsgebäude | Zweiständerhallenhaus in Fachwerk von 1796, um 1920 erweitert durch einen quer gestellten massiven Wohnteil.                                                              | 31264886 |      |

## Bokel
| Lage                                         | Bezeichnung               | Beschreibung | ID       | Bild |
| -------------------------------------------- | ------------------------- | --- | -------- | ---- |
| Alte Loher Straße 53° 23′ 3″ N, 8° 45′ 37″ O | Straße                    | Verbindungsweg zwischen Bokel (Beverstedt) und Lohe (Hagen im Bremischen), aufgeteilt in einen Pflasterstreifen aus Kopfsteinpflaster als ehemaliger „Winterweg“ und den unbefestigten ehemaligen „Sommerweg“ mit einem beidseitigen Baumbestand aus Erlen. | 31285866 |      |
| Auf dem Brink 7 53° 23′ 31″ N, 8° 45′ 50″ O  | Wohn-/ Wirtschaftsgebäude | Fachwerkbau von 1817. | 31264942 |      |
| Auf dem Brink 7 53° 23′ 32″ N, 8° 45′ 50″ O  | Stall                     | Backsteinbau der Hofanlage Auf dem Brink 7 mit Satteldach vom 19. Jh. | 31264966 |      |
| Hauptstraße 74 53° 23′ 25″ N, 8° 46′ 6″ O    | Wohn-/ Wirtschaftsgebäude | Zweiständer-Hallenhaus in Fachwerk von 1769, Wohnteil zur Straße. | 31265007 |      |

## Frelsdorf
| Lage                                                | Bezeichnung               | Beschreibung | ID       | Bild |
| --------------------------------------------------- | ------------------------- | --- | -------- | ---- |
| Am Brink 3 53° 29′ 20″ N, 8° 54′ 0″ O               | Wohn-/ Wirtschaftsgebäude | Zweiständer-Hallenhaus in Fachwerk von 1802, heute Freilichtmuseum Frelsdorfer Brink | 31267364 |      |
| Frelsdorfermühlen 4 53° 30′ 22″ N, 8° 53′ 51″ O     | Gutshaus                  | Zweigeschossiger Backsteinbau mit Turm auf L-förmigem Grundriss von 1895 auf den Resten des Vorgängerbaus von um 1780.                                                                   | 31267346 |      |
| Frelsdorfermühlen 3 53° 30′ 26″ N, 8° 54′ 4″ O      | Torhaus                   | Fachwerkbau auf L-förmigem Grundriss von 1624, Torhaus des Gutes Frelsdorfermühlen, um 1895 an diesen Standort versetzt.                                                                 | 31267328 |      |
| Frelsdorfermühlen 53° 30′ 20″ N, 8° 54′ 20″ O       | Mausoleum                 | Kleiner hell geschlämmter Backsteinbau unter ziegelgedecktem Satteldach. Erbaut als Mausoleum 1791 (i) durch die Gutsbesitzerin Wilhelmine von Köhnen anlässlich des Todes ihres Mannes. | 31267310 |      |
| Frelsdorferstraße 2 53° 29′ 25″ N, 8° 53′ 57″ O     | Wohn-/ Wirtschaftsgebäude | Backsteinbau mit Satteldach von 1905. | 31267265 |      |
| Frelsdorferstraße 2b 53° 29′ 25″ N, 8° 53′ 56″ O    | Wohn-/ Wirtschaftsgebäude | Zweiständer-Hallenhaus in Fachwerk von 1870. | 31267239 |      |
| Geestensether Straße 12 53° 29′ 32″ N, 8° 53′ 51″ O | Wohn-/ Wirtschaftsgebäude | Zweiständerbau in Fachwerk von 1789. | 31267114 |      |
| Hörnestraße 1 53° 29′ 35″ N, 8° 53′ 46″ O           | Wohn-/ Wirtschaftsgebäude | Zweiständerbau in Fachwerk von 1833. | 31267133 |      |
| Hörnestraße 1 53° 29′ 35″ N, 8° 53′ 48″ O           | Scheune                   | Fachwerkbau aus der zweiten Hälfte des 19. Jh. | 31267155 |      |
| Malser Straße 7 53° 29′ 20″ N, 8° 54′ 15″ O         | Wohn-/ Wirtschaftsgebäude | Zweiständer-Hallenhaus in Fachwerk von 1822. | 31267221 |      |

## Heerstedt
| Lage                                             | Bezeichnung    | Beschreibung | ID       | Bild |
| ------------------------------------------------ | -------------- | --- | -------- | ---- |
| Wesermünder Straße 53 53° 28′ 0″ N, 8° 44′ 28″ O | Windmühle      | 1867 als Galerieholländer errichtet. Achteckiger 4-gesch. Backsteinunterbau mit Mühlenkopf in Reetdeckung; hölzerne Galerie und Flügel erhalten. | 31269788 |      |
| Wesermünder Straße 53 53° 28′ 3″ N, 8° 44′ 28″ O | Pflasterstraße | Kopfsteingepflasterte Zufahrt zur Mühle. | 31269768 |      |

## Hollen
| Lage                                        | Bezeichnung                         | Beschreibung | ID                              | Bild |
| ------------------------------------------- | ----------------------------------- | --- | ------------------------------- | ---- |
| Bei den Bauern 1 53° 25′ 31″ N, 8° 43′ 1″ O | Scheune                             | Langgestreckter Fachwerkbau von 1839. | 31270964                        |      |
| 53° 24′ 52″ N, 8° 41′ 10″ O                 | Heiser Mühle                        | Galerieholländer von 1877 mit achteckigem Backsteinunterbau, darüber der in Reet gedeckte Achtkant mit erhaltenen Flügeln und Windrose.                          | 31270916                        |      |
| 53° 24′ 48″ N, 8° 41′ 1″ O                  | Heiser Schiffgraben und Treidelpfad | Kleiner, im Zuge der Moorkultivierung angelegter Kanal vom Westende des Dorfes Heise bis zur Mündung in die Gackau, zusammen mit einem begleitenden Treidelpfad. | 31270899/1/-/ 31270986 31270899 |      |

## Kirchwistedt
| Lage                                                     | Bezeichnung                             | Beschreibung | ID       | Bild |
| -------------------------------------------------------- | --------------------------------------- | --- | -------- | ---- |
| Ahe 8 53° 24′ 17″ N, 8° 53′ 45″ O                        | Feldsteinmauer                          | Feldsteinmauer als Einfriedung der Hofanlage Ahe 8 entlang der Straße. | 31271621 |      |
| Ahe 8 53° 24′ 17″ N, 8° 53′ 45″ O                        | Baumbestand                             | Alter Baumbestand grundstücksbegrenzend entlang der Straße Ahe mit den Hofanlagen Ahe 8 und 9. | 31271644 |      |
| Ahe 9 53° 24′ 14″ N, 8° 53′ 46″ O                        | Backofen                                | Eingeschossiger Fachwerkbau mit Backsteinausfachung, unter ziegelgedecktem Satteldach als Einhausung eines Backofens, ehemals in Verbindung mit Backhaus. Errichtet im 19. Jh. | 31271689 |      |
| Ahe 9 53° 24′ 15″ N, 8° 53′ 46″ O                        | Scheune                                 | Fachwerkbau aus der erster Hälfte 19. Jh. | 31271667 |      |
| Ahe 9 53° 24′ 16″ N, 8° 53′ 46″ O                        | Feldsteinmauer                          | Feldsteinmauer als Einfriedung des Grundstücks Ahe 9 entlang der Straße. | 52214046 |      |
| Ahe 9 53° 24′ 16″ N, 8° 53′ 46″ O                        | Baumbestand                             | Alter Baumbestand grundstücksbegrenzend entlang der Straße Ahe. | 31271711 |      |
| Altwistedter Dorfstraße 53° 24′ 52″ N, 8° 54′ 9″ O       | Pflasterstraße                          | Verbindungsstraße zwischen Altwistedt und Stemmermühlen. Fahrweg aufgeteilt in einen schmalen Pflasterstreifen aus Lese- und Spaltsteinen in wildem Verband als ehemaliger „Winterweg“ und die eigentliche Straße, von alleeartiger Bepflanzung begleitet, als ehemaliger „Sommerweg“.            | 39195702 |      |
| Hinrich-Busch Straße 2 53° 25′ 23″ N, 8° 53′ 20″ O       | Wohn-/ Wirtschaftsgebäude               | Zweiständer-Hallenhaus in Fachwerk von um 1790. | 31271840 |      |
| Kirchwistedter Hauptstraße 7 53° 25′ 27″ N, 8° 53′ 25″ O | Johannes der Täufer - Kirche            | Saalkirche Feldsteinmauerwerk von um 1230 mit ziegelgedecktem Walmdach, Chor 1861 abgebrochen und in Breite des Schiffes neu in Backstein errichtet, dabei auch alle Fenster des Schiffes verändert, Westturm von 1895, Balkendecke und zum Teil mittelalterliche Ausstattung.                    | 31271840 |      |
| Kirchwistedter Hauptstraße 7 53° 25′ 27″ N, 8° 53′ 26″ O | Johannes der Täufer - Kirche (Kirchhof) | Der die Kirche umgebende Kirchhof mit einigen alten Grabsteinen des 17. bis 19. Jh. | 31271799 |      |
| Kuhstedter Straße 4 53° 24′ 48″ N, 8° 54′ 46″ O          | Speicher                                | Eingeschossiger Fachwerkbau mit Lehm- und Backsteinausfachung, unter ziegelgedecktem Satteldach. Fachwerk mit Kopf- und Fußbändern sowie Traufknaggen. Errichtet 1685 (i). | 31271734 |      |
| Kuhstedter Straße 5 53° 24′ 47″ N, 8° 54′ 56″ O          | Wohn-/ Wirtschaftsgebäude               | Großer Zweiständerbau in Fachwerk von 1873. | 31271752 |      |
| Stemmermühlen 21 53° 25′ 30″ N, 8° 52′ 21″ O             | Gut Stemmermühlen                       | Zweigeschossiger Massivbau von 1902. | 31271862 |      |
| Zur Schmiede 53° 24′ 52″ N, 8° 55′ 7″ O                  | Pflasterstraße                          | Verbindungsstraße „Zur Schmiede“ zwischen Altwistedt und Volkmarst. Fahrweg aufgeteilt in einen schmalen Pflasterstreifen aus Lese- und Spaltsteinen in wildem Verband als ehemaliger „Winterweg“ und die eigentliche Straße, von alleeartiger Bepflanzung begleitet, als ehemaliger „Sommerweg“. | 39182075 |      |

## Lunestedt
| Lage                                                    | Bezeichnung               | Beschreibung | ID       | Bild           |
| ------------------------------------------------------- | ------------------------- | --- | -------- | -------------- |
| Deelbrügger Straße 3 53° 26′ 26″ N, 8° 45′ 18″ O        | Wohn-/ Wirtschaftsgebäude | Zweiständerbau in Fachwerk von um 1860.                                                                             | 31338940 |                |
| Dorfstraße 35 53° 26′ 4″ N, 8° 45′ 27″ O                | Wohn-/ Wirtschaftsgebäude | Zweiständerbau in Fachwerk von um 1850.                                                                             | 31338982 |                |
| Freschluneberger Straße 19 53° 25′ 52″ N, 8° 44′ 23″ O  | Scheune                   | Fachwerkbau in Ankerbalkenzimmerung, von um 1800, in den 1940er Jahren wegen Straßenverbreiterung versetzt.         | 31338895 |                |
| Freschluneberger Straße 26 53° 25′ 52″ N, 8° 44′ 21″ O  | Wohn-/ Wirtschaftsgebäude | Zweiständer-Hallenhaus in Fachwerk aus der ersten Hälfte 19. Jh.                                                    | 31338849 |                |
| Freschluneberger Straße 26a 53° 25′ 51″ N, 8° 44′ 22″ O | Stall                     | Fachwerkbau vom 19. Jh.                                                                                             | 31338872 |                |
| Freschluneberger Straße 53° 25′ 47″ N, 8° 44′ 26″ O     | Scheune                   | Traufständiger Fachwerkbau mit Lehm- und Backsteinausfachung, unter reetgedecktem Walmdach. Errichtet Mitte 19. Jh. | 31338918 |                |
| Kirchenstraße 27 53° 25′ 58″ N, 8° 44′ 21″ O            | Wohnhaus                  | Verputzter Massivbau mit Eingangsrisalit von 1895, der Vorgängerbau, ein Gutshaus, war zuvor abgebrannt.            | 31338824 | Weitere Bilder |